# 托兰丝·沃特金斯
托兰丝·沃特金斯（英語：Torrance Watkins，1949年7月30日—），美国女子马术运动员。她曾代表美国参加1984年夏季奥林匹克运动会马术比赛，获得团体三项赛金牌和个人三项赛第四名。